# Stagmatoptera indicator
Stagmatoptera indicator es una especie de mantis de la familia Mantidae.

## Distribución geográfica
Se encuentra en Argentina, Brasil y Surinam.